# 신현득
신현득(申鉉得, 1933년 10월 7일)은 대한민국의 아동문학가이다.

## 생애
1933년 10월 7일에 경상북도 의성군에서 태어났다. 그는 안동사범대학을 학사로 졸업하고 초등학교에서 20년간 교사로 근무하였다. 교직생활 중에 대구교육대학과 한국사회사업대학(현 대구대학) 특수교육과를 졸업했으며, 1982년 단국대학교 대학원 국문학과에서 학위를 취득하였다. 1959년 조선일보 신춘문예에 동시 문구멍이 당선작 없는 가작으로 입선, 1960년에 동시산이 조선일보 신춘문예에 당선되었다.

## 수상 경력
- 1959년 동요 문구멍이 조선일보 신춘문예에 가작으로 입선

## 작품
- 아기눈
- 고구려의 아이
- 바다는 한 숟갈씩
- 엄마라는 나무
- 참새네 말 참새네 글
- 해바라기씨 하나
- 우리의 심장
- 달나라에서 지구구경
- 쇠를 먹는 불가사리